# 匿名者臺灣行動
匿名者臺灣行動是2015年時，一個號稱駭客組織匿名者亞洲支部的專頁為了聲援反對臺灣高中歷史課綱微調案抗議活動的學生和群眾而發起的網際網路行動。其中在7月31日，自稱「匿名者亞洲」的群體在Facebook專頁上發表支持反高中課綱微調運動學生的影片。隨後「匿名者亞洲」的駭客發起行動並且針對中華民國教育部和中華民國總統府等網站展開攻擊，試圖藉由網際網路攻擊施壓政府單位，迫使中華民國政府們能夠正視抗議學生的訴求。其中「匿名者亞洲」持續運用分散式阻斷服務攻擊方式進行攻擊行動，藉由網站因為連線數量暴增後獲得過多資料使得流量超載，並且導致網頁回應時間較久或暫時無法連線，進而達成使特定網站無法對外提供服務的目的。
之後「匿名者亞洲」針對多個中華民國政府單位，以及被認為與中華人民共和國關係較好的政黨與電視臺的網站發動攻擊。後續遭到攻擊者包括了中華民國國防部、中華民國經濟部、中國國民黨、新黨以及中天電視等多個官方網站，另外「匿名者亞洲」也曾經表示將針對臺灣銀行網站發動攻擊行動。而先前中華民國政府部門遭遇大規模分散式阻斷服務攻擊，則是發生在2013年與菲律賓之間發生的廣大興28號事件。

## 背景

### 組織運作

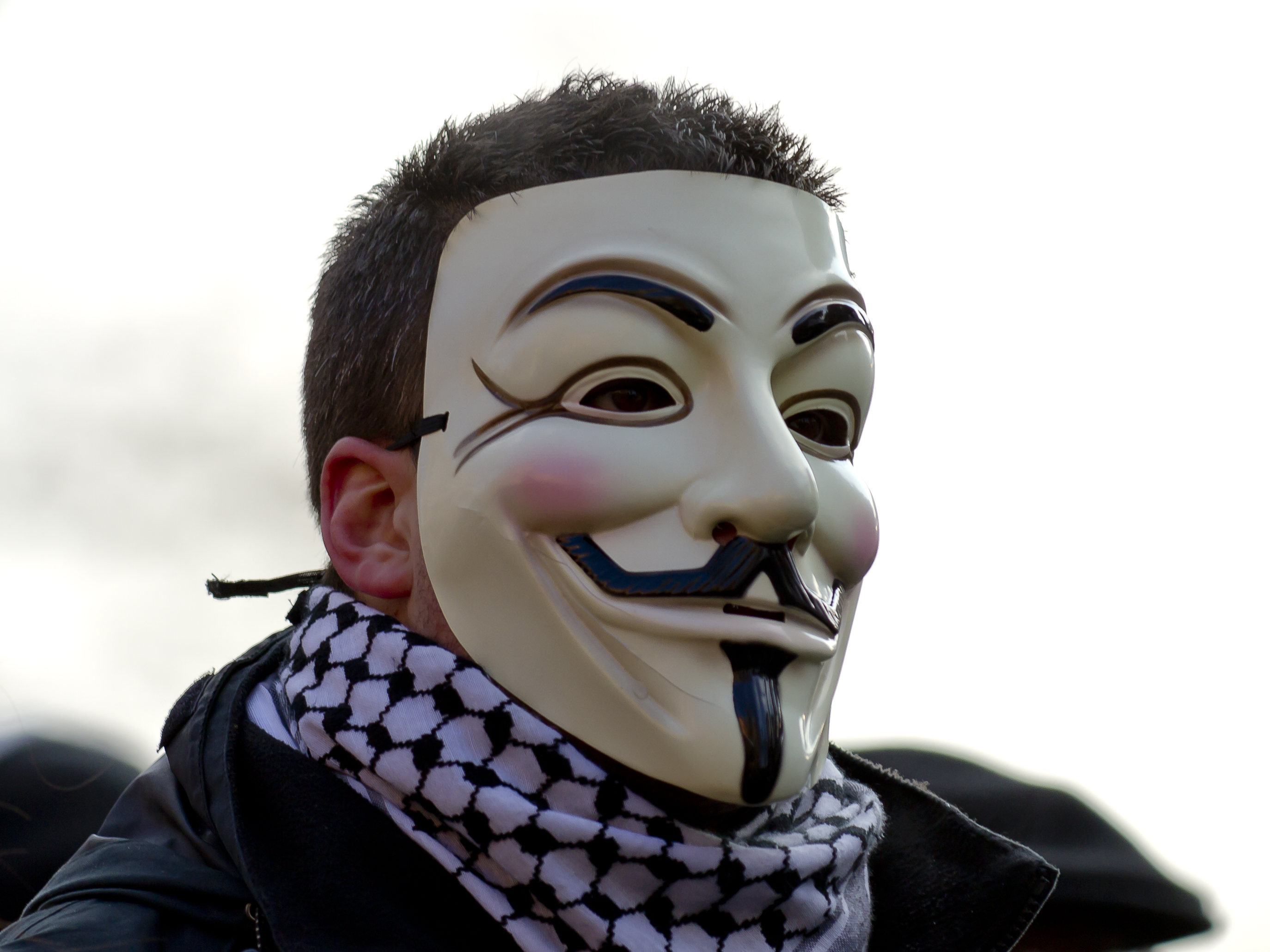
頭戴蓋伊·福克斯面具而參與《反仿冒貿易協定》抗議的匿名者成員。

匿名者是由網際網路行動分子與駭客組成的自發性鬆散組織，但同時也是全世界最大的駭客行動群體。其中匿名者主要是依照理念而聚集而成的群體，整個組織的指揮機構極為鬆散且分散，在這當並沒有固定的領導人、階級或者是隸屬團體。而在匿名者的群體理念中，亦表示任何人都可以宣稱代表或者屬於該組織，彼此之間並無指令關係。匿名者的想法最早在2003年時於美國貼圖論壇4chan逐漸成形，最早常以匿名的方式共同針對特定目標發起惡搞或戲謔的行動以取樂。隨後參與的匿名成員在經過協調後在政治觀點上形成一定共識，並且由於該網站用戶都稱作「匿名者」而此作為統稱。匿名者主要核心觀點是反對網際網路監控和審查並且呼籲網際網路自由，以及從之延伸的言論自由、反對歧視、反壟斷和獨裁、民主制度與協助建立屬於公民的世界。
其中匿名者認為理念或想法相似者都可以是匿名者成員，但是也表時參與任何形式的駭客攻擊都是違法的行為，除了表示應當具備相關技能外，同時強調參與成員必須自行承擔被警方查緝以及後續的法律問題。不過其也呼籲沒有技術但想幫助匿名者對抗政府的公民，也可以簡單地藉由分享相關訊息予以協助。匿名者群體間以IRC網路聊天程式或社群網站溝通或聯繫，主要在網際網路上攻擊的對象是支持恐怖主義的組織和集權統治的國家；透過分散式阻斷服務攻擊、置換首頁內容、駭入特定網站乃至於直接癱瘓網站等方式攻擊，迫使代表該組織、該宗教或者該國家的網站不得提供服務，進行不流血的抗爭行動。與此同時，匿名者亦幫助各地區公民爭取應有的權益並且伸張正義，促使該地區公民得以發起街頭抗爭行動。
匿名者最早便曾在反對山達基以及打擊兒童色情等事務上有過許多活動，主要活躍在歐美地區和中東地區；而過去也曾對美國、朝鮮民主主義人民共和國、以色列、突尼西亞、烏干達、中華人民共和國、菲律賓、伊斯蘭國的政府部門網站發動攻擊，並且高調宣傳其攻擊成果。另外許多版權保護機構網站以及索尼、VISA等多家企業網站也曾遭到駭取，阿拉伯之春與佔領華爾街運動等政治活動中亦有匿名者參與。在2013年5月，「臺灣匿名者」成員便曾經攻擊菲律賓數百個機構的官方網站，要求菲律賓政府為公務船槍殺廣大興28號上的臺灣漁民道歉。同樣由駭客組成的「匿名者亞洲」（Anonymous Asia）在2014年香港進行雨傘革命期間，也曾經攻擊過多個中華人民共和國政府和香港特別行政區政府的網站。其Facebook專頁上發表的貼文大多是以香港和臺灣使用的繁體中文以及英語為主，而過去貼文主要和香港民主運動有關的內容、以及其他匿名者發表的影片與訊息，另外也有部分文章內容則是類似來自臺灣地區的言論。

### 反課綱運動

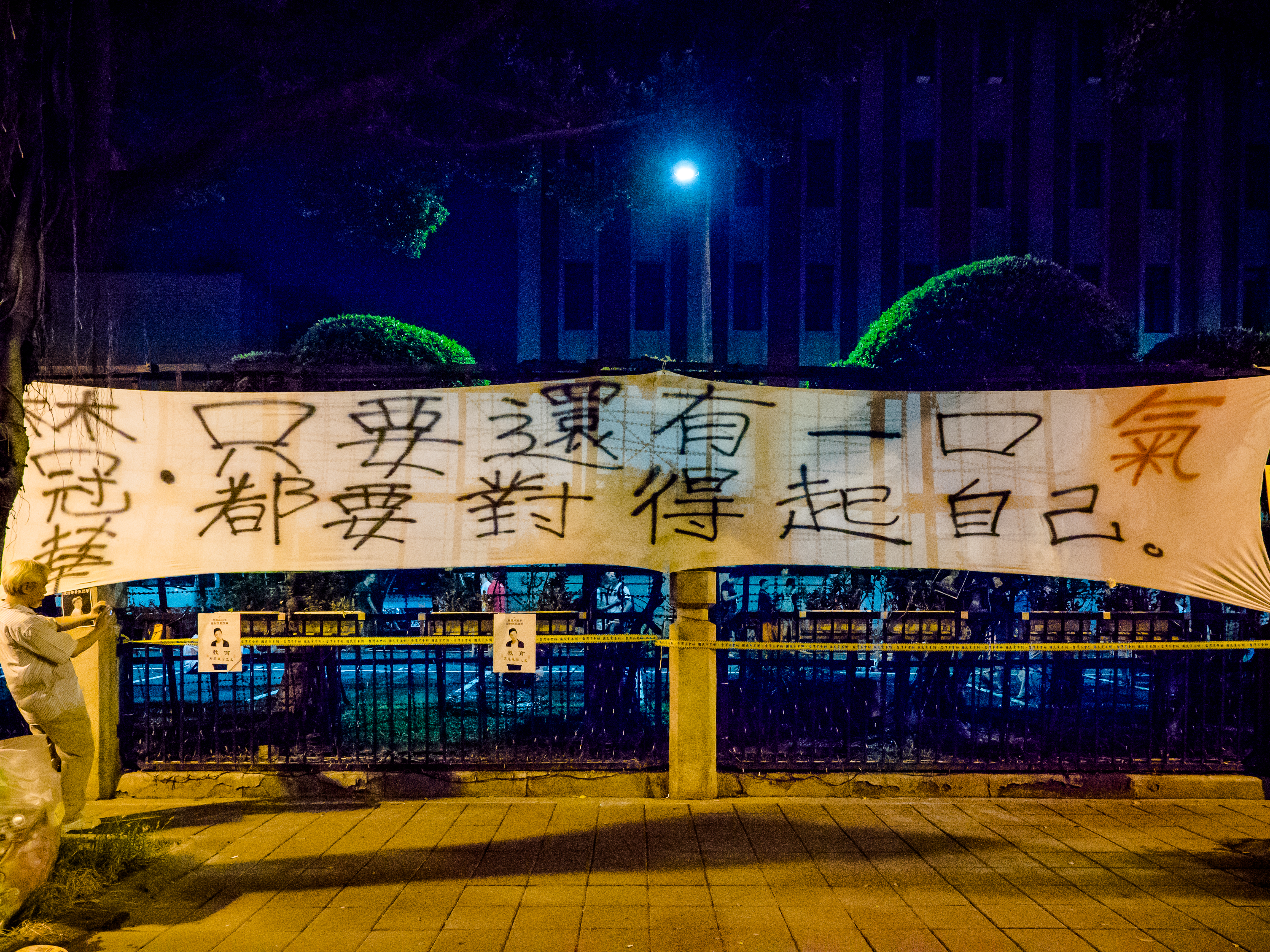
7月31日，反高中課綱微調運動學生中華民國教育部廣場並且掛起抗議布條。

在2014年2月，由於中華民國教育部公布臺灣高中歷史課綱微調案而引發一連串相關爭議後，促使部分高級中學學生發起反高中課綱微調運動。其中抗議學生認為執政的中國國民黨以微調課程使得內容更為準確的說法，試圖掩飾原先高級中學課綱內有關中國國民一黨專制時期對民眾的打壓，並且進一步加入中國中心主義思想。儘管存在上述指控，中華民國教育部仍然表示計畫在2015年8月1日施行課綱內容。2015年7月24日，抗議學生發起723佔領教育部行動而一度成功進佔中華民國教育部，其中有9人更成功闖入2樓中華民國教育部部長辦公室。但是隨後有包含24名學生在內、共計33人被束帶和手銬架離中華民國教育部，之後送至臺北市政府警察局保安警察大隊拘捕。
事後中華民國教育部部長吳思華表示將會對進佔者發起訴訟。對此洪秀柱認為學生應該要遵守法律，而蔡英文則表示對於學生遭到逮捕拘留感到痛心。到了7月30日，曾參與先前佔領行動的北區反課綱高校聯盟發言人林冠華燒炭自殺身亡，對此社會各界感到遺憾。而此事亦引發反對臺灣高中歷史課綱微調案的學生情緒高漲而擴大抗爭行動，當天下午抗議學生先是包圍吳思華的座車，晚間更進一步攻進立法院。到了7月31日凌晨，200多名反高中課綱微調運動的學生與群眾接連翻越圍牆再度佔領中華民國教育部前面的廣場。很快地許多支持學生運動的民眾陸續聚集在中華民國教育部前聲援，要求中華民國教育部部長吳思華下台並且撤回課綱內容。
對此中國國民黨以及參與課綱微調的學者批評反對黨民主進步黨煽動學生，而民主進步黨則指責中國國民黨不願正面回應並且試圖抹黑學生抗議行動。儘管在7月31日下午，吳思華曾經前往中華民國教育部和學生與群眾談話，但是談判經過30分鐘過後隨即宣告破裂。其中對於抗議學生要求召開臨時會的做法以撤回臺灣高中歷史課綱微調案，吳思華表示中華民國教育部已經決定採行新舊課綱並行作法；同時表示自己是最了解臺灣高中歷史課綱微調案的人，不能在此時如抗議學生的訴求下臺。另外他還提到由於新課綱教科書已經送印，在完全執行完程序過後便無法宣告暫停施行。對於立法院計畫可能針對臺灣高中歷史課綱微調案召開臨時會處理，吳思華則表示會尊重立法院的決議而透過行政與立法之協商，找出一個可以執行的方案。

### 政府防備

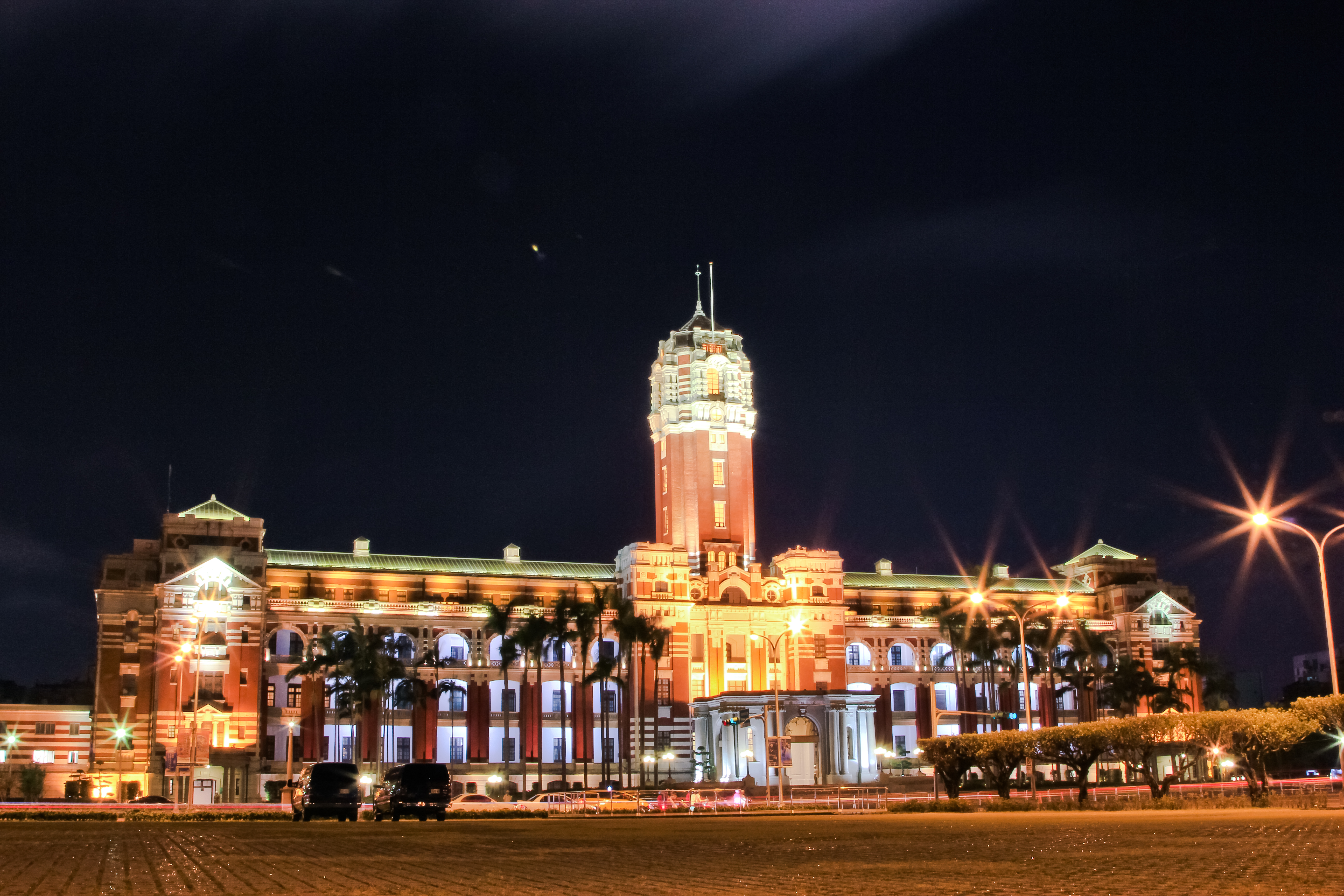
中華民國總統府過去便曾經多次遭遇網際網路攻擊。

自2012年以來，中華民國每年平均發生300多件資訊安全問題之案件，其中需要通報行政院院長層級的「三級資安事件」在3年來共有19件，其中合理懷疑多數來自中國大陸。其中中華民國政府最常被攻擊單位，包括有中華民國總統府、行政院、中華民國經濟部、中華民國外交部、中華民國國家發展委員會。中華民國總統府發言人陳以信便表示中華民國總統府每個月都有數千次資訊安全威脅，平均1天內會發生數十次。為此在2014年8月，行政院將《國家資通安全科技中心設置條例》草案送交立法院審議。而行政院資通安全辦公室主任蕭秀琴表示未來希望推動技術服務中心的行政法人化，將人數擴編至200人。當前各個部會可以自行因應常見分散式阻斷服務攻擊和置換網頁攻擊，但是若出現以竊取資料為計畫目標的高級長期威脅攻擊時，行政院國家資通安全會報技術服務中心就會介入協助。同時為了避免駭客入侵政府網站並竊取機密資料，各個部會都有嚴格的網站管理，同時從外部網路連接至內部網路間有著嚴密防火牆，並且嚴格阻攔來自「黑名單」的連線。
針對駭客引起的資訊安全愈來愈險峻，行政院為了妥善因應而在2015年6月4日核定新版的《行政院及所屬各機關資訊安全管理規範》，藉此全面升級資訊安全控管。包括政府機關、國營事業、學術機關等共7,287個單位皆納入分級管轄，而原本分成四級的資訊安全分層管理也直接刪除防護最弱的D級。其中包括中華民國總統府、五院與所屬二級單位、直轄市政府、外交、國防與經濟事務相關單位、以及台灣電力公司與台灣中油等國營企業和關鍵基礎設施在內，共計有127個單位全都納入A級控管，並且計劃在2016年導入資訊安全管理制度第三方認證。而涉及社會秩序與人民財產的單位則被列為B級，則是計畫在2017年同樣導入資訊安全管理制度認證。其中過去A級和B級僅有300多個單位納入，在新版本中則增加至696個單位。另外剩餘的單位則是被列入C級，人員需要接受資訊安全訓練並且建立防毒、防火牆以及郵件過濾系統。

## 行動

### 發起行動
2015年7月31日下午，駭客組織「匿名者亞洲」於Facebook專頁上發表長104秒的《匿名者台灣行動》（Anonymous #OpTaiwan）的YouTube影片，宣布發動「匿名者台灣行動」（OpTaiwan）聲援反高中課綱微調運動的學生。其中影片除了有過去匿名者組織公布消息時相同的片頭和配樂外，並且使用了反課綱學生在723佔領教育部行動中遭到警方制伏的片段。而旁白內容中提到已經聽到示威民眾的呼喊，若中華民國警察和中華民國政府侮辱或傷害抗議群眾，將會攻擊各個政府機構網站；同時還鼓勵抗議群眾繼續打起精神展開抗爭行動，並且向中華民國政府表示：「請珍惜我們給你這個機會從前線撤回，這不是威脅，這是一個承諾。我們從不寬恕，也不輕易遺忘，等著瞧吧！」8月1日凌晨1時，「匿名者亞洲」先後向中華民國教育部與中華民國總統府網站發動攻擊。隨後「匿名者亞洲」成功讓中華民國教育部網站一度癱瘓而使得其他用戶無法順利連上，並且在Facebook上張貼網站掛點的照片，而兩個網站隨後被強制封鎖長達5個小時。
其中「匿名者亞洲」在協調菲律賓、加拿大、臺灣、香港、中國大陸和美國的匿名者群體後共同發動駭客攻擊，主要的行動方式則是採取駭客經常使用的分散式阻斷服務攻擊手法。其中參與行動的駭客同時操作由世界各處以網際網路連結的殭屍網路發送封包請求，針對中華民國教育部等多個中華民國政府網站展開攻擊，而其所使用的殭屍網路則是利用民眾電腦程式的弱點來下達指令。透過每個網站都有其服務設計容量的特性，外部大量的分散來源模擬大量使用者瞬間上線的情況，導致特定網站因為連線數量快速增加而封包流量過大。最後由於超過服務設計容量的瞬間查詢與瀏覽流量，使得網站頻寬、網路伺服器或者主機容量超載無法因應，進而導致網頁回應時間較久或暫時無法連線之情形，該特定網站也因此暫時無法對外提供服務。
相較於過去駭客阻斷服務攻擊的方式是在同一時間內大量連結政府網站，自單一站點發動攻擊導致網站無法負荷而癱瘓，使得這作法很快可被資訊安全人員發現並且在被阻斷後網站便恢復正常。然而這次駭客透過不同方式發動分散式阻斷服務攻擊，藉由多站點的資訊傳通使得資訊安全人員難以分辨正常連結而難以阻斷，唯一的方法僅有保護主機不受到攻擊，而在攻擊流量結束後網站便馬上恢復正常。其中這次分散式阻斷服務攻擊的手法之一是透過部落格平臺WordPress舊版本的Pingback功能，其中駭客向這些使用WordPress平臺的部落格密集地發出指令，在民眾不知情的情況下不斷向特定中華民國政府網站發出大量的Pingback請求，密集地通知更新或者要求回答引用。對此資訊及科技教育司在發現有異常流量後，隨即透過資訊安設施引導大量侵襲的目標。在分散式阻斷服務攻擊發生後，中華民國教育部與相關單位便設法鑑別攻擊來源，並且在網際網路閘道器便設法阻擋主要攻擊來源的連線，進行流量過濾與清洗工作。
同時相關單位也隨即調查攻擊來源的所在地未於中華民國境內或者是境外，其中針對境內的攻擊來源便進一步追查來源所屬的單位、電信業者或者是用戶，而對於境外的攻擊來源則是則透過國際電腦網路危機處理暨協調中心通報請求協助查緝攻擊來源。同時中華民國教育部亦依照資訊安全事件通報應變程序，向負責統籌政府資訊安全事務的行政院國家資通安全會報技術服務中心通報「二級資安事故」。不過到了下午2時，「匿名者亞洲」再度針對中華民國教育部的網站展開攻擊。對於此次攻擊，資訊及科技教育司司長李蔡彥表示是這兩波攻擊是中華民國教育部近年來最大一次的攻擊行動。而在同一天，有3名頭戴象徵匿名者之蓋伊·福克斯面具的抗議民眾出現在中華民國教育部前廣場表達抗議訴求。到了晚間，「匿名者亞洲」分別以繁體中文與英語各別發表一篇文章，指出此次行動並非僅有「匿名者亞洲」的成員參與，同時也要感謝海外其他匿名者團體的協助。而在文章最後則是寫道：「#Taiwan，我們聽到你的呼喊，這只是開始。」

### 擴大目標

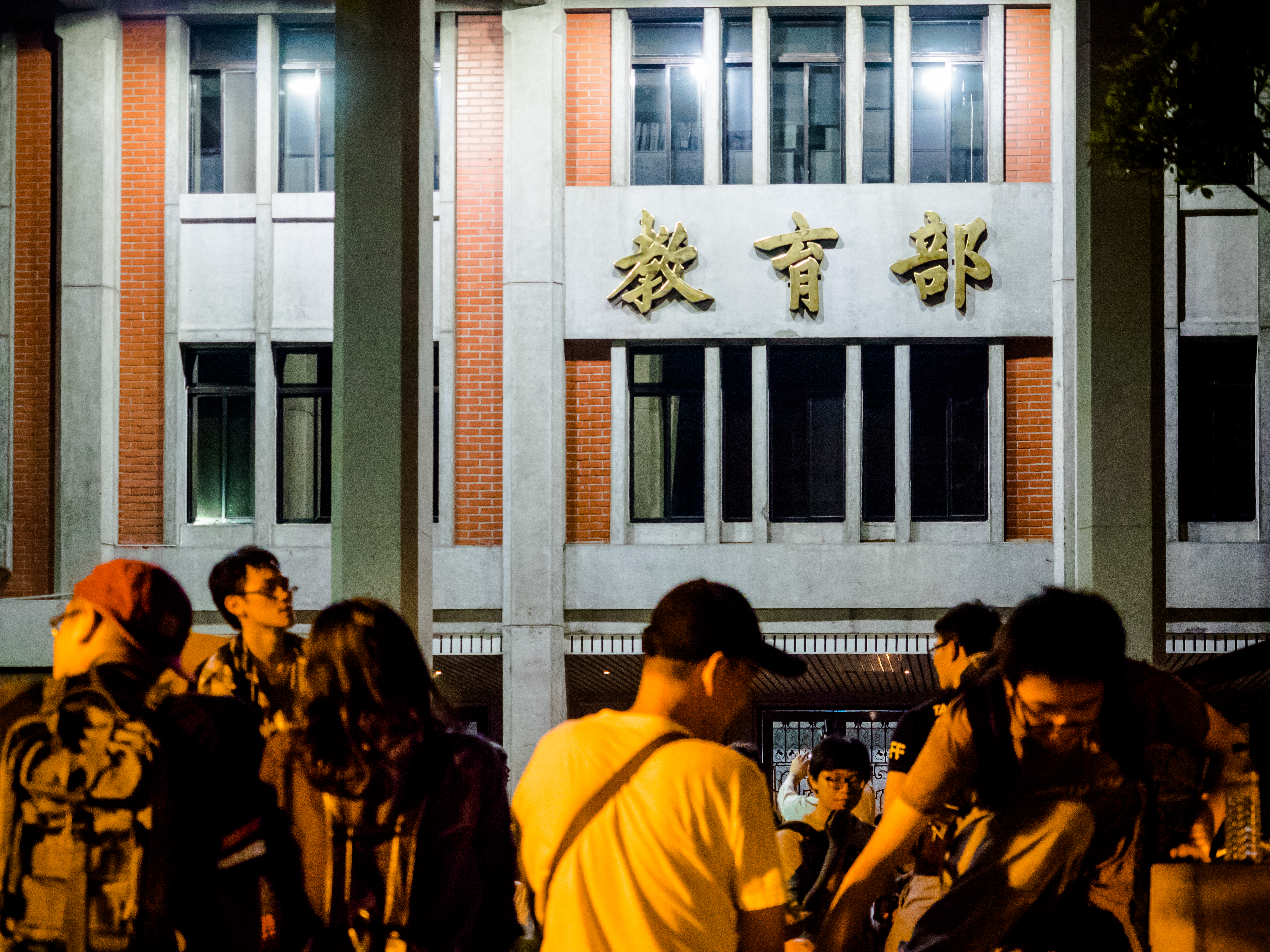
多次成為網路攻擊目標的中華民國教育部。

與此同時，內政部警政署刑事警察局和臺北市政府警察局在與中華民國教育部官員聯絡並詢問是否需要協助後，並未接到中華民國教育部的報案；不過內政部警政署刑事警察局已經責成所轄警力主動介入了解，並且進行必要的情報蒐集以準備可能的偵辦工作，而過去主要負責統籌政府機關駭取事件處裡的法務部調查局則表示在接受行政院或者相關部門報案後將會依法辦理。同時因為反高中課綱微調運動的升級，原本在中国大陆訪問的內政部警政署署長陳國恩亦提前返回臺灣召開專案會議，並且要求內政部警政署刑事警察局針對國際駭客一事進行了解。
到了8月2日凌晨，「匿名者亞洲」的駭客針對中華民國教育部、中華民國國防部、國家教育研究院教育資源及出版中心以及中華民國總統府4個網站發動攻勢。之後則是響應網友的要求，針對被視為與中国大陆關係較好的中國時報集團的電子媒體中天電視進行攻擊。隨後「匿名者亞洲」發表新聞稿表示：
| “                | 我們可能在任何地方，也可能不在，臺灣警方也不例外，所有警察必須為此事件負責。我們不能袖手旁觀，允許警察毆打、運用胡椒噴霧或射擊和平示威的群眾！我們必須明白，我們沒有有組織性的對臺灣政府網站發動攻擊。當你傷害臺灣人民，你會遭到報復。我們不要忘了，誠實支持我們，貪官則害怕我們。臺灣政府，期待我們下一次的攻擊吧！ | ” |
| ——「匿名者亞洲」 | |   |

對此，中華民國國防部發言人羅紹和少將表示將會編列應變小組以處理可能遭遇的網際網路攻擊，同時他也否認《蘋果日報》報導指稱「匿名者亞洲」對中華民國國防部內部發動網路攻擊。而有關國際駭客攻擊中華民國國防部網站是否會招致國家安全問題，羅紹和則強調中華民國國軍指揮管理和監視偵察系統安全，除了維持24小時的監控機制外，中華民國國軍的軍用網際網路實體上也與民間網際網路網路隔離，而不會受到這次駭客攻擊影響。行政院國家資通安全會報技術服務中心也在晚間針對這次網路攻擊發布資訊安全訊息警訊，通報各個政府機關提高警覺並且加強網路監控與相關防範措施；同時各個部會在請資訊安全廠商調整頻寬後網站都得以回歸正常，而行政院國家資通安全會報技術服務中心則持續接收各個部會的回報以及追蹤駭客攻擊狀況。
原本遭到攻擊的中華民國教育部則是在安全通報後，積極採取相關因應措施以儘速恢復網站正常運作；同時資訊及科技教育司還發表聲明呼籲國際網際網路社群對於駭客惡意攻擊行為予以嚴正譴責，並且表示提相關法律已規定不得使用電腦程式或其他方式干擾他人電腦或者相關設備，而對於公眾或或者他人的損害必須負相關法律責任。而因為遭到攻擊使得中華民國教育部網站顯示不能連線的頁面上，則被民眾發現把原本「忙碌」的英語「busy」拼錯成「buzy」。對此資訊及科技教育司回應表示網頁是由中華民國教育部資訊小組和外包廠商共同維護運作，下次將會針對頁面予以更正。

### 持續攻擊

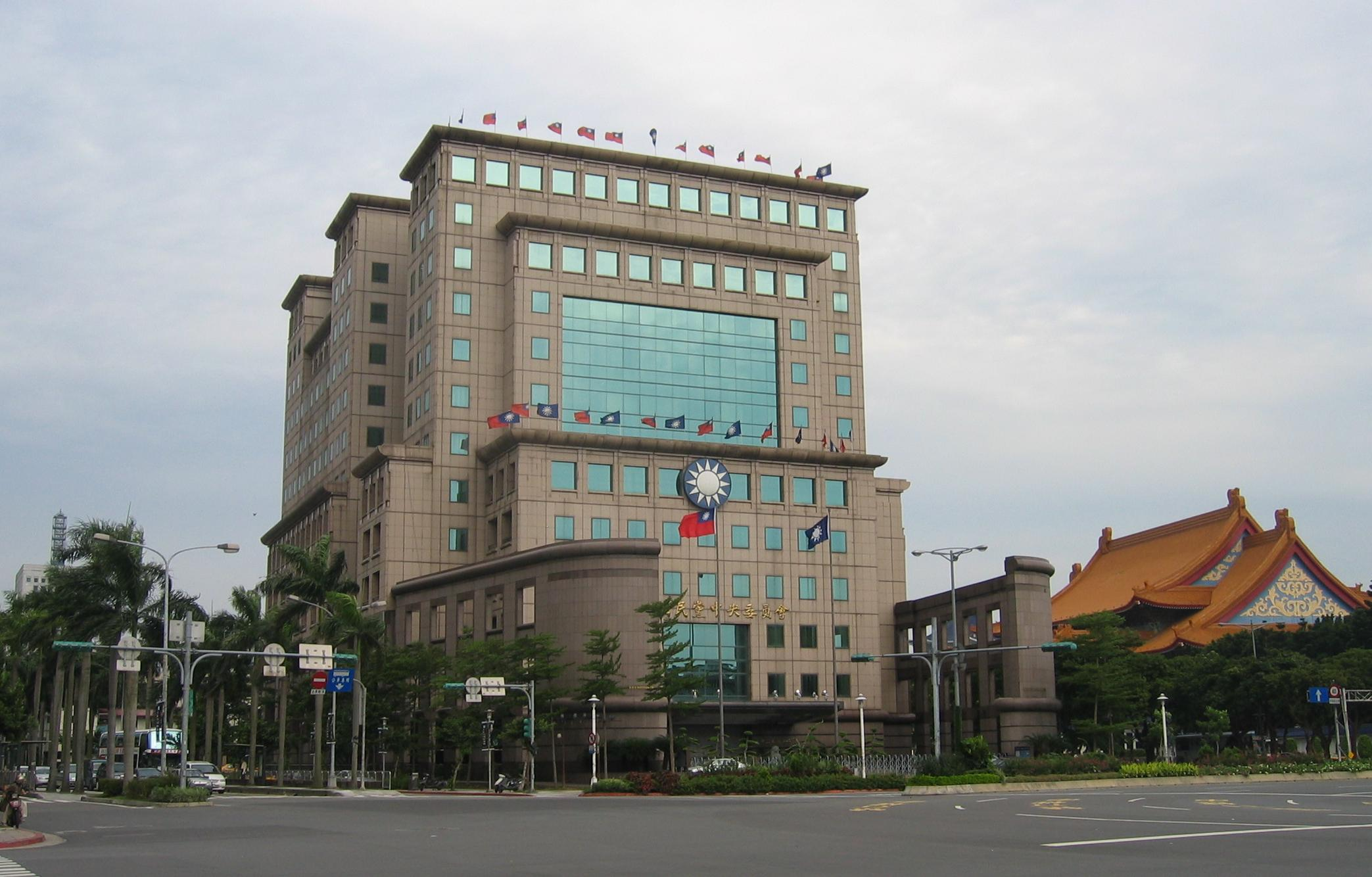
中國國民黨網站一度因為駭客攻擊導而陷入癱瘓。

另外一方面，新黨主席郁慕明在Facebook上張貼中華民國總統府和中華民國國家安全局的電話，表示駭客多次癱瘓中華民國教育部網站、乃至於攻擊中華民國總統府網站已經是極為嚴重的國家安全問題，並且提到：「闖入公署說要撤告，難道攻擊政府網站、危及國家安全也不追究？」其中他呼籲大家致電中華民國總統府和中華民國國家安全局以要求政府徹查，並且詳細說明有關蓄意攻擊政府網站一事。這項發言隨即引起批踢踢網友的迴響，而隔天凌晨「匿名者亞洲」亦對於郁慕明的發言做出回應。其中「匿名者亞洲」除了在Facebook專頁上張貼新黨網站再度遭到癱瘓的截圖外，並且留言說道：「郁慕明在找我們嗎？我們來了喔！」
而在8月3日時，「匿名者亞洲」陸續癱瘓中國國民黨、新黨、中華民國經濟部以及中國國民黨台北市黨部等4個網站，癱瘓時間一度長達1個小時；同時「匿名者亞洲」還公開表示：「臺灣政府，期待我們下一次的攻擊吧！」其中中華民國經濟部表示在凌晨1時40分至凌晨2時15分遭到駭客組織以大量封包方式，成功癱瘓網站至早上7時恢復正常。而新黨的網站同樣在早上7時已經恢復正常運作，不過對此新黨則是回應除了郁慕明在尋找名為「匿名者」的駭客，而是所有中華民國國民都在尋找；同時還指稱國際駭客組織以行動干預台灣內政，中華民國國民應當高度重視這一國安危機。而郁慕明則質疑這次攻擊根本不是國際組織所進行，只是國內團體藉著國際組織名稱來反對課綱，並且譴責駭客組織正在從事內亂行動。
對此中國國民黨立法院黨團書記長林德福則在上午召開記者會時，針對中國國民黨網站遭到攻擊一事指出現在已經是資訊公開的時代，如果再度遭遇駭客攻擊情況的發生，中國國民黨會把資料移交給偵辦電腦犯罪的內政部警政署刑事警察局偵查第九大隊調查。同時林德福還表示因為臺灣高中歷史課綱微調案使得在野黨要求召開臨時會，但臨時會僅能夠在立法院作出決議案，而中華民國教育部仍然有最後的決定權，同時他還呼籲政黨以台灣獨立運動團體不要操弄學生。中國國民黨中央常務委員會委員李德維也表示不能姑息這類行為，表示將在8月5日召開的中央常務委員會上提案向警方報案。其中他表示臺灣是法制社會，每個人都有意見表達的權利，但是不能因此惡意侵害他人權益。
不過對此「匿名者亞洲」在公布中國國民黨台北市黨部民眾服務處的數據庫資料後，亦在Facebook專頁上回應：「匿名者會怕你們嗎？我們會繼續站在人民的一方。並代被打壓及出賣的台灣人向你們作出警告！」隨後「匿名者亞洲」則是針對臺灣銀行、中國國民黨產業工會、中國國民黨青年團等數個網站發動攻擊，除了表示將會持續進行攻擊行動，並且宣稱將會有更大規模的行動。與此同時「匿名者亞洲」亦宣布將會癱瘓臺灣銀行等公股行庫的網站，不過臺灣銀行則表示網站並無異常也沒有遭到攻擊，其他銀行亦未回報網站曾經遭到不明人士或駭客攻擊。其中被點名的臺灣銀行副總經理張鴻基便表示臺灣銀行過去就重視網站資訊安全、網站運作順暢以及客戶的機密等項目，認為透過各種嚴密的防範措施能夠阻止駭客侵入。同時張鴻基也表示自身承辦學生廣泛使用的助學貸款，因此希望不要把反課綱微調的爭議與臺灣銀行有所連結。其他公股行庫在這之前也投入許多資金架設主機系統與防範措施，內部24小時都有員工輪班維護主機系統，並且亦會針對此事而加強警備。
中國國民黨中央委員會文化傳播委員會主任委員林奕華表示遭到攻擊的是中國國民黨青年團等網站，由於中國國民黨官方網站仍然正常運作而未報警處理，並且表示未來會加強資訊安全部分。另外「匿名者亞洲」提供簡易的分散式阻斷服務攻擊工具「Torshammer」，並將超連結放在Facebook專頁上給任何網友使用。其中未有駭客技術的民眾僅要點擊下載駭客程式，網友在該程式輸入中華民國教育部等網址後便可以傳送封包攻擊特定網站。其中在設定攻擊頻率與攻擊目標後，便能夠每秒從主機發出數百個封包攻擊輸入的目標網站，藉由快速重複地與攻擊目標網站連線造成流量過大與服務效能低落，最後達到暫時無法提供服務而癱瘓網站的目的。

### 升級行動

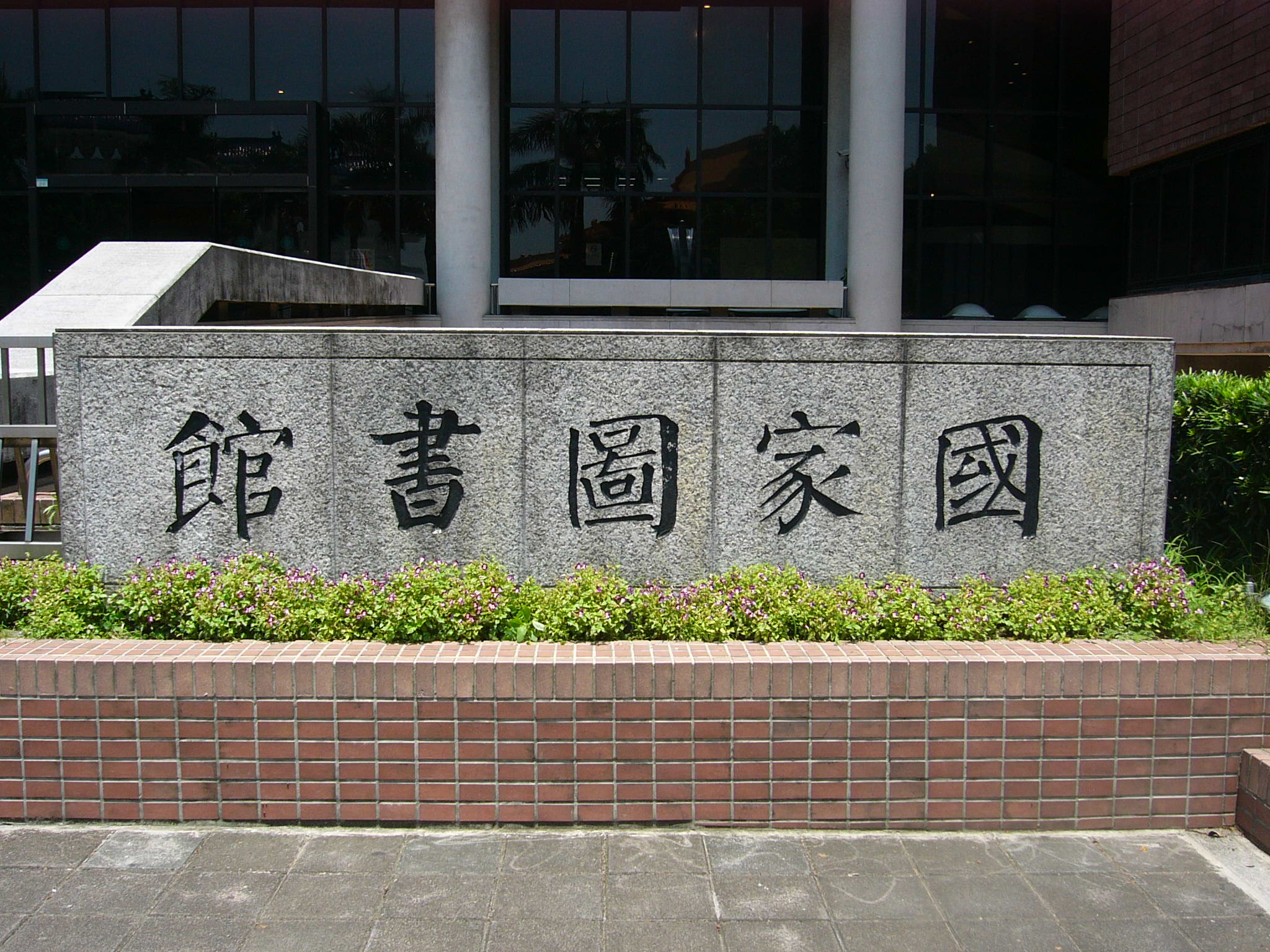
在學生代表與中華民國教育部部長吳思華於國家圖書館談判破局後，「匿名者亞洲」隨即宣布擴大攻擊行動。

8月3日下午，11名老師和學生代表與中華民國教育部部長吳思華在臺北市國家圖書館舉行對話會，反課綱學生代表提出撤回課綱、吳思華道歉並下台等兩項訴求。儘管學生一度崩潰並且下跪要求，但是吳思華並沒有答應訴求，並且表示新課綱依法已經完成程序且在沒有違法的情況下並無撤回的空間，最後只答應10天內爭取公開課審會高中分組成員的名單。在雙方談判破裂後，「匿名者亞洲」在晚上6時左右於Facebook專頁上表示：「好吧，台灣教育部再次與民為敵，我們就再次送你們上路。Target Down Again！」對此許多網友紛紛留言支持，隨後「匿名者亞洲」再度攻擊中華民國教育部網站並且導致網頁停擺。而在網站經過重建而恢復瀏覽之後，則持續有部分網頁呈現空白或者亂碼等運作不正常的情況。之後「匿名者亞洲」為了聲援反高中課綱微調運動，而在晚間接連攻擊支持課綱推行的中華民國教育部、行政院、中華民國總統府、中國國民黨和新黨等官方網站，並且連帶導致包括臺灣高等法院、內政部警政署等網站陷入癱瘓。「匿名者亞洲」隨後宣佈攻擊行為是由成員進行，而受到攻擊的單位則是各自發聲明譴責。
對此行政院資通安全辦公室主任蕭秀琴表示遇到類似狀況，通常透過調整頻寬以及清洗流量便可以解決，同時各個機關可以提高資訊安全與頻寬設備因應分散式阻斷服務攻擊。但是她也指出以國際實例來看駭客攻擊會不斷進行且規模會越來越大，同時也認為：「DDoS攻擊不會對系統本身造成傷害，只是要癱瘓網站，讓你難看，警告意味濃厚。」而法務部調查局表示政府機關的網站遭到攻擊依法屬於公訴罪，行政院國家資通安全會報技術服務中心已經立案並且協同法務部調查局台北市調查處共同偵辦。而非政府機關網站遭到網際網路攻擊則是屬於告訴乃論罪，若有人提告法務部調查局也會受理偵辦，但視包括警方和檢調單位都未接獲報案。到了晚間，內政部警政署刑事警察局發表聲明表示自稱「Anonymous Asia」的Facebook社團鼓動反課綱人士，特意針對多個政府網站實施網際網路攻擊。同時內政部警政署刑事警察局亦表示警方和被癱瘓的政府機關與政黨已經將攻擊來源的IP位址全部紀錄，之後將循線追查攻擊政府網站的攻擊者，並且依違反中華民國刑法第360條妨害電腦使用罪的規定積極偵辦。
而行政院發言人孫立群則呼籲網友保持理性，表示課綱爭議應該回歸理性討論而非演變成讓政府部會網站癱瘓的情況。對此他提到造成政府網站運作失常而癱瘓服務，將影響一般民眾查詢政府資訊的合法權益，攻擊行動未必能夠爭取更多民眾的支持和同情。同時他還表示刻意攻擊政府或者民間網站都屬於違法行為，當前政府對於資訊安全事件皆有一定的因應處理程序，並且已經進行鑑識調查找尋攻擊來源。行政院國家資通安全會報技術服務中心為了避免駭客掌握各個政府單位網站的承載量，並未公布各個機關遭受分散式阻斷服務攻擊的統計。同時行政院國家資通安全會報技術服務中心亦指出駭客攻擊的目標都是全球資訊網，暫時沒有駭入內部流通網站。中華民國金融監督管理委員會主任委員曾銘宗則表示中華民國金融監督管理委員會已經要求全體銀行強化資訊安全和網頁安全維護工作，不過中華民國金融監督管理委員會則表示金融機構遭到波及將擾亂金融秩序，影響許多存戶和金融消費者而對社會沒有幫助。
不過在8月4日凌晨，「匿名者亞洲」在Facebook上宣佈行動尚未結束，並且宣稱已經獲得部分資料。之後「匿名者亞洲」持續攻擊行政院主計總處、臺北市政府警察局刑事警察大隊、中華民國法務部等網站，不過臺北市政府警察局刑事警察大隊的網站在15分鐘過後隨即恢復正常，而臺北市政府警察局刑事警察大隊則表示網站並未受到攻擊。到了下午，行政院則是責成法務部調查局予以偵辦，而法務部調查局立案調查駭客攻擊政府網站一事，相關的偵查工作主要由法務部調查局資通安全處偵查，其中先是根據連線紀錄分析以釐清參與行動的駭客，以便之後更進一步偵查和處置。另外一方面，各縣市政府警察局以及內政部警政署刑事警察局都未接獲報案。而「匿名者亞洲」在Facebook上表示未使用虛擬私人網路等技術隱藏IP位址的網友，不要加入使用簡易的分散式阻斷服務攻擊以癱瘓網站的行動。同時對於有關有人要跟隨林冠華自殺的消息，「匿名者亞洲」則發文表示：
| “                | 別要為這國家付出生命，這行動不值得，我們會堅持信念直至方案撒消！台灣政府你們等待我們來臨吧！看來你們都不明白吧。當然我都為他的自殺感動。但如果用死可以喚醒身邊的人這是絕對有價值的事，他比我們還要勇武。但真的，我們不需要在（再）多一個！Respect To The Hero！ | ” |
| ——「匿名者亞洲」 | |   |

### 後續
8月5日凌晨0時15分，「匿名者亞洲」表示由於收到臺灣朋友的通知使得數據庫將會延遲發佈，並且正式向中華民國政府發出最後通牒。其中「匿名者亞洲」要求在48個小時內做出明確回應，否則將會全面攻擊民生系統並且不排除全面入侵臺灣網站。不過該群體表示由於強烈颱風蘇迪勒即將襲擊臺灣，因此不會攻擊醫院或者消防局等對應颱風的救災系統。隨後分別在0時50分攻擊臺灣證券交易所網站，並且在將網站已經攻陷的截圖上傳至Facebook上，表示希望能夠警告中華民國政府具有能夠影響政府民生網站的能力。不過由於選擇在凌晨對臺灣證券交易所發動攻擊，因此對於一般人並沒有重大影響，並且在短時間內該網站便獲得恢復。
而在凌晨3時，「匿名者亞洲」先是攻擊中華愛國同心會網站，不過在Facebook上在發布癱瘓消息後30分鐘內網站便恢復正常。到了凌晨4時，「匿名者亞洲」轉而攻擊中華統一促進黨首頁並且張貼截圖，但是網站也很快便恢復。另外「匿名者亞洲」還在Facebook專頁上表示：
| “                | 自己國家自己救！現在可能是很好，將來你下一代呢？你能保證你現在所擁有的下一代都能擁有？可能想說我都沒有打算有下一代，但記住害己別害人，台灣政府現況如此，難道希望此況維持下去？無論如何切記有些事情你覺得對的時候，別放棄去嘗試，如果你老了可能會後悔何解當初不這樣做。匿名者沒分真假，有心就能成為匿名者，你們說我們是小孩，對！小孩能做的，大人不做是不是更可悲，我們幫助台灣朋友是希望不想台灣變成香港這樣。我們希望的是台灣永遠是一個寶島而不是土共島。 | ” |
| ——「匿名者亞洲」 | |   |

臺灣證券交易所對此則表示進行全面監控，而上午網站以及交易系統都未受到影響；同時臺灣證券交易所也表示官方網站與交易系統是不同且彼此獨立的系統，而交易系統是非公開系統並且有備份系統存在，因此並不會輕易遭到癱瘓。到了中午臺灣證券交易所則發表聲明稿表示，在8月5日凌晨臺灣證券交易所全球資訊網確實遭到較多攻擊，但是各項資訊服務仍然正常運作。行政院發言人孫立群則重申行政院國家資通安全會報技術服務中心已經通報各個政府機關提高警覺，加強網路監控以及相關防範措施，同時呼籲「匿名者亞洲」不要觸犯法律。
不過到了下午2時，「匿名者亞洲」追蹤粉絲人數達8萬多人的粉絲專頁突然遭到停權關閉，同時用戶也搜尋不到此專頁。而以「Anonymous Asia」為關鍵字搜尋只能夠找到另一個粉絲人數僅3,000多人的粉絲專頁，其中發文日期最近則是回溯至2012年4月20日。同時在該專頁上未顯示任何攻擊臺灣證券交易所、中華愛國同心會、中華統一促進黨乃至於中華民國政府網站的訊息，也沒有包括針對馬來西亞首相纳吉·阿都拉萨涉嫌貪污醜聞的發文。到了8月7日，法務部調查局除了表示繼續透過政府機關提供的連線記錄追查發動攻擊的駭客來源外，還呼籲使用WordPress作為部落格平臺者盡快更新至最新版本，並且表示網友切勿使用駭客提供的工具來攻擊政府機關網站。
調查局根據連線記錄及使用者IP位址分析，結果發現當時癱瘓教育部網站的竟是一名楊姓高中中輟學生，楊男到案坦承犯案，稱只是聲援反課綱行動，想惡搞一下，已經知道犯錯。檢察官認為楊男侵害的法益並不嚴重，並非癱瘓救災體系或金融機關網站，訊後將他請回。

## 影響

### 攻擊作為
新黨主席郁慕明對於此事在Facebook發表新黨聲明稿《國際駭客入侵 全民力抗內亂外患》，指出現在中華民國內政遭到國際駭客組織以行動干預，讓臺灣面臨內亂與外患相互勾結的問題。其中新黨在聲明稿中表示內亂為假借課綱問題影響臺灣青年，並且用革命行動的方式意圖摧毀中華民國政府；並且指稱外患為配合國際勢力將釣魚臺劃歸給日本，並且利用國際駭客打壓臺灣內部的反對勢力。聲明稿中還指出國際駭客組織接連攻擊部分網站，已經證明臺灣前途實際上被國際掌控，並且指稱：「一個在台灣被說已經泡沫化的新黨，還能受到國際勢力的重視，更凸顯新黨存在的必要。」不過對此親民黨副秘書長劉文雄則反諷說：「也許再過不久，會有情報單位，蒐集你們（學生）跟外星人溝通的證據。」
中國國民黨則表示有關課綱微調議題，臺灣社會有不同看法並且包容多元意見陳述，從不斷論辯中尋求多數共識。然而其嚴厲譴責「匿名者亞洲」憑藉片面之詞，便試圖以違法手段破壞民生系統與金融體系以達成目的。此舉除了超出課綱微調議題的範疇，還可能波及無辜臺灣百姓的生活作息或者是影響到金融秩序，同時社會大眾勢難以接受這般脅迫恐嚇的行徑。專欄作家公孫策則表示這件事不能夠視為反課綱的新聞插曲，而是已經涉及到國家安全層次。對此民主進步黨立法委員黃偉哲認為發動攻擊癱瘓政府或政黨網站是不應該出現的侵權行為，但是會予以尊重。但是如果駭客成功透過網路防火牆漏洞讓駭入侵或者癱瘓銀行帳務、水電調度等民生系統，就必須以國家安全層次思考而尋求國際合作以找出惡意攻擊者。
國立臺灣大學資訊工程學系教授趙坤茂呼籲自認為正義使者的駭客克制行為避免損人害己，並且表示：「網路駭客可能是替天行道的羅賓漢，也可能是『順我者生，逆我者亡』的藏鏡人。」醫師楊聰財則認為駭客會對自己入侵電腦和癱瘓網站的行為解釋是執行正義與表達不滿，對此他表示：「駭客精於電腦，又要保持神祕感，以破壞別人的防火牆、破解密碼、入侵電腦來滿足自尊心，但最終目的還是要表達訴求。」而精神科醫師沈政男則認為駭客雖然破壞網站但是並會造成真正的損害，實際上沒有因為訴求主張而喪失同理心。同時相較於宗教狂熱分子常用激烈手段而和原初主張相互矛盾，駭客的攻擊網站行動仍然以彰顯自己的訴求為主，不會為了造成不便利而使得行動違背初衷。淡江大學資訊工程學系副教授黃仁俊則認為分散式阻斷服務攻擊不算真正的入侵，因為其主要是向特定網站提出多筆封包需求而讓網站不斷消耗資源，然而網站癱瘓是否構成犯罪則是要基於法官的見解。同時他認為儘管政府蒐集很多IP位址，但是技術較高的駭客透過網絡地址轉換或者共用IP位址，而會使得確認犯人的工作極為困難。

### 組織結構
這次針對政府和政黨網站展開攻擊以聲援反高中課綱微調運動的抗議學生活動，也讓「匿名者亞洲」在社會大眾間變得更為知名。不過在網際網路上傳出「匿名者亞洲」並非真正的匿名者組織，只是其他人模仿其發言模式。其中在Facebook專頁便有外國匿名者提供其他匿名者的網站，並且認為「匿名者亞洲」並不能代表全世界的匿名者成員。其中他表示雖然匿名者沒有領導人且任何人都可以隸屬該組織，但是具有關心特定議題與自由權益的一貫信仰。同時也有網友認為「匿名者亞洲」僅使用分散式阻斷服務攻擊手法癱瘓網站，跟過去匿名者真正入侵政府網站的行動相差甚大，因此質疑「匿名者亞洲」是仿冒組織。
關於許多人詢問該群體是否為亞洲管理者的詢問，但有民眾到匿名者發源的臉書詢問，得到未涉及台灣駭客行動的答案，因匿名者成立的宗旨，主為推動網路自由，反課綱等議題並非關注重點。此外「匿名者中國」（Anonymous China）發布公告表示「匿名者亞洲」並非管理亞洲國家的匿名者組織，而是由香港民眾在Facebook上所成立的專頁。不過也有網友透過「匿名者美國」（Anonymous US）官方網站上介紹「匿名者亞洲」結合各地駭客攻擊中華民國教育部等政府網站的新聞，以此代表「匿名者亞洲」實際上是屬於匿名者的行動中。對此「匿名者亞洲」承認該專頁為香港民眾所建立，原本的用意在於聚合亞洲地區支持匿名者理念的成員交流，所成立的以漢語以及英語溝通的平臺。同時「匿名者亞洲」也表示在「匿名者臺灣行動」中並沒有管理過任何團隊，所有行動都是各個團隊自由參與進行。

### 行動方式
對於「匿名者亞洲」攻擊臺灣銀行、臺灣證券交易所等網站的作為，引起部份網友對於攻擊的對象選擇予以質疑。其中一部分意見認為攻擊中華民國教育部等網站無法造成影響，必須透過攻擊民生相關網站才能夠讓其他民眾有立即反應。但另一部分意見則認為「匿名者亞洲」癱瘓一些政黨網站以表達訴求即可，對於影響民生的重要網站則不要展開攻擊，此外也有部分人士認為攻擊課綱議題以外的網站將會模糊焦點。同時還有部分網友主張應當像愛德華·史諾登般公開機密數據，但是亦有網友擔心「匿名者亞洲」會入侵銀行等金融機構並且修改個人帳戶。
對此「匿名者亞洲」在Facebook專頁上公開表示在這次協助臺灣的行動中獲得許多人意見，認為應該駭取特定資料或者批評手法技術層次較低；但是在文章中提到許多參與行動的成員亦也是普通生活的民眾，呼籲彼此之間應該要互相尊重，並且表示：「最低級的方式能引起國家注意事情嚴重性的時候，可能會是一個新的轉折點，改變到現在台灣的局面。」而在這篇公告發表後引起部分批評，但是也有網友留言表達感謝與支持。